# 桑落墅镇
桑落墅镇，是中华人民共和国山東省滨州市惠民县下辖的一个乡镇级行政单位。

## 行政区划
桑落墅镇下辖以下地区：
桑落墅联村、韩东联村、韩北联村、庙东联村、庙西联村、庙北联村、辛西联村、辛东联村、徐西联村、徐中联村、徐东联村、中五联村、南五联村和北五联村。